# Аршалинська селищна адміністрація
Аршали́нська селищна адміністрація (каз. Аршалы кенттік әкімдігі, рос. Аршалынская поселковая администрация) — адміністративна одиниця у складі Аршалинського району Акмолинської області Казахстану. Адміністративний центр та єдиний населений пункт — селище Аршали.
Населення — 7888 осіб (2021; 7051 у 2009, 7208 у 1999, 7953 у 1989).
Станом на 1989 рік існували Вишневська селищна рада (смт Вишневка) та Цілинна сільська рада (села Акбулак, Мічуріно), село Актасти та селище Роз'їзд 45 перебували у складі Анарської сільської ради. 1993 року вони разом утворили Вишневську селищну адміністрацію, з 1997 року має сучасну назву. У 2000-2001 роках окремо було виділено Акбулацький сільський округ (село Акбулак (колишнє село Мічуріно), колишнє село Акбулак), 2001 року до його складу було передано також і село Актасти та колишнє селище Роз'їзд 45.